# Eliminatórias da Copa do Mundo FIFA de 2002 - Europa
As eliminatórias da Europa para a Copa do Mundo FIFA de 2002 decidiram quais seleções de futebol representariam a confederação de futebol da Europa (UEFA) na Copa do Mundo FIFA de 2002.

## Processo de qualificação
A Europa recebeu 14,5 das 32 vagas disponíveis no torneio, uma das quais foi automaticamente cedida à França como campeã da edição anterior.
As 50 seleções restantes na confederação foram divididos em 9 grupos; 5 grupos de 6 times e 4 grupos de 5 times. Em cada grupo, todos os times jogaram entre si em turno e returno – os vencedores de cada um dos 9 grupos estiveram automaticamente classificados para participar da competição.
Os vice-campeões dos grupos serão ranqueados. Para que haja justiça, nos grupos com 6 times, resultados contra o 6º colocado serão descartados. O melhor vice-campeão disputa uma vaga na repescagem contra o vencedor da repescagem asiática (no caso, o Irã). Os outros oito serão emparelhados em quatro disputas de ida-e-volta, com os vencedores dessas partidas também avançando para a Copa do Mundo.

## Primeira fase
|  | Equipes qualificadas à Copa do Mundo de 2002          |
|  | Equipe qualificada para a repescagem intercontinental |
|  | Equipes qualificadas para a segunda fase              |
|  | Equipes eliminadas                                    |

### Grupo 1
| Pos | Equipe      | Pts | J  | V | E | D  | GP | GC | SG  | Classificado                              |  | RUS | SVN | YUG | SUI | FRO | LUX |
| --- | ----------- | --- | -- | - | - | -- | -- | -- | --- | ----------------------------------------- |  | --- | --- | --- | --- | --- | --- |
| 1   | Rússia      | 23  | 10 | 7 | 2 | 1  | 18 | 5  | +13 | qualificadas para a Copa do Mundo de 2002 |  | —   | 1–1 | 1–1 | 4–0 | 1–0 | 3–0 |
| 2   | Eslovênia   | 20  | 10 | 5 | 5 | 0  | 17 | 9  | +8  | qualificadas para a segunda fase          |  | 2–1 | —   | 1–1 | 2–2 | 3–0 | 2–0 |
| 3   | Iugoslávia  | 19  | 10 | 5 | 4 | 1  | 22 | 8  | +14 | Eliminado                                 |  | 0–1 | 1–1 | —   | 1–1 | 2–0 | 6–2 |
| 4   | Suíça       | 14  | 10 | 4 | 2 | 4  | 18 | 12 | +6  | Eliminado                                 |  | 0–1 | 0–1 | 1–2 | —   | 5–1 | 5–0 |
| 5   | Ilhas Faroé | 7   | 10 | 2 | 1 | 7  | 6  | 23 | −17 | Eliminado                                 |  | 0–3 | 2–2 | 0–6 | 0–1 | —   | 1–0 |
| 6   | Luxemburgo  | 0   | 10 | 0 | 0 | 10 | 4  | 28 | −24 | Eliminado                                 |  | 1–2 | 1–2 | 0–2 | 0–3 | 0–2 | —   |

### Grupo 2
| Pos | Equipe        | Pts | J  | V | E | D  | GP | GC | SG  | Classificado                              |  | POR | IRL | NED | EST | CYP | AND |
| --- | ------------- | --- | -- | - | - | -- | -- | -- | --- | ----------------------------------------- |  | --- | --- | --- | --- | --- | --- |
| 1   | Portugal      | 24  | 10 | 7 | 3 | 0  | 33 | 7  | +26 | qualificadas para a Copa do Mundo de 2002 |  | —   | 1–1 | 2–2 | 5–0 | 6–0 | 3–0 |
| 2   | Irlanda       | 24  | 10 | 7 | 3 | 0  | 23 | 5  | +18 | qualificadas para a segunda fase          |  | 1–1 | —   | 1–0 | 2–0 | 4–0 | 3–1 |
| 3   | Países Baixos | 20  | 10 | 6 | 2 | 2  | 30 | 9  | +21 | Eliminado                                 |  | 0–2 | 2–2 | —   | 5–0 | 4–0 | 4–0 |
| 4   | Estónia       | 8   | 10 | 2 | 2 | 6  | 10 | 26 | −16 | Eliminado                                 |  | 1–3 | 0–2 | 2–4 | —   | 2–2 | 1–0 |
| 5   | Chipre        | 8   | 10 | 2 | 2 | 6  | 13 | 31 | −18 | Eliminado                                 |  | 1–3 | 0–4 | 0–4 | 2–2 | —   | 5–0 |
| 6   | Andorra       | 0   | 10 | 0 | 0 | 10 | 5  | 36 | −31 | Eliminado                                 |  | 1–7 | 0–3 | 0–5 | 1–2 | 2–3 | —   |

### Grupo 3
| Pos | Equipe           | Pts | J  | V | E | D | GP | GC | SG  | Classificado                              |  | DEN | CZE | BUL | ISL | NIR | MLT |
| --- | ---------------- | --- | -- | - | - | - | -- | -- | --- | ----------------------------------------- |  | --- | --- | --- | --- | --- | --- |
| 1   | Dinamarca        | 22  | 10 | 6 | 4 | 0 | 22 | 6  | +16 | qualificadas para a Copa do Mundo de 2002 |  | —   | 2–1 | 1–1 | 6–0 | 1–1 | 2–1 |
| 2   | Tchéquia         | 20  | 10 | 6 | 2 | 2 | 20 | 8  | +12 | qualificadas para a segunda fase          |  | 0–0 | —   | 6–0 | 4–0 | 3–1 | 3–2 |
| 3   | Bulgária         | 17  | 10 | 5 | 2 | 3 | 14 | 15 | −1  | Eliminado                                 |  | 0–2 | 0–1 | —   | 2–1 | 4–3 | 3–0 |
| 4   | Islândia         | 13  | 10 | 4 | 1 | 5 | 14 | 20 | −6  | Eliminado                                 |  | 1–2 | 3–1 | 1–1 | —   | 1–0 | 3–0 |
| 5   | Irlanda do Norte | 11  | 10 | 3 | 2 | 5 | 11 | 12 | −1  | Eliminado                                 |  | 1–1 | 0–1 | 0–1 | 3–0 | —   | 1–0 |
| 6   | Malta            | 1   | 10 | 0 | 1 | 9 | 4  | 24 | −20 | Eliminado                                 |  | 0–5 | 0–0 | 0–2 | 1–4 | 0–1 | —   |

### Grupo 4
| Pos | Equipe     | Pts | J  | V | E | D | GP | GC | SG  | Classificado                              |  | SWE | TUR | SVK | MKD | MDA | AZE |
| --- | ---------- | --- | -- | - | - | - | -- | -- | --- | ----------------------------------------- |  | --- | --- | --- | --- | --- | --- |
| 1   | Suécia     | 26  | 10 | 8 | 2 | 0 | 20 | 3  | +17 | qualificadas para a Copa do Mundo de 2002 |  | —   | 1–1 | 2–0 | 1–0 | 6–0 | 3–0 |
| 2   | Turquia    | 21  | 10 | 6 | 3 | 1 | 18 | 8  | +10 | qualificadas para a segunda fase          |  | 1–2 | —   | 1–1 | 3–3 | 2–0 | 3–0 |
| 3   | Eslováquia | 17  | 10 | 5 | 2 | 3 | 16 | 9  | +7  | Eliminado                                 |  | 0–0 | 0–1 | —   | 2–0 | 4–2 | 3–1 |
| 4   | Macedônia  | 7   | 10 | 1 | 4 | 5 | 11 | 18 | −7  | Eliminado                                 |  | 1–2 | 1–2 | 0–5 | —   | 2–2 | 3–0 |
| 5   | Moldávia   | 6   | 10 | 1 | 3 | 6 | 6  | 20 | −14 | Eliminado                                 |  | 0–2 | 0–3 | 0–1 | 0–0 | —   | 2–0 |
| 6   | Azerbaijão | 5   | 10 | 1 | 2 | 7 | 4  | 17 | −13 | Eliminado                                 |  | 0–1 | 0–1 | 2–0 | 1–1 | 0–0 | —   |

### Grupo 5
| Pos | Equipe        | Pts | J  | V | E | D | GP | GC | SG  | Classificado                              |  | POL | UKR | BLR | NOR | WAL | ARM |
| --- | ------------- | --- | -- | - | - | - | -- | -- | --- | ----------------------------------------- |  | --- | --- | --- | --- | --- | --- |
| 1   | Polónia       | 21  | 10 | 6 | 3 | 1 | 21 | 11 | +10 | qualificadas para a Copa do Mundo de 2002 |  | —   | 1–1 | 3–1 | 3–0 | 0–0 | 4–0 |
| 2   | Ucrânia       | 17  | 10 | 4 | 5 | 1 | 13 | 8  | +5  | qualificadas para a segunda fase          |  | 1–3 | —   | 0–0 | 0–0 | 1–1 | 3–0 |
| 3   | Bielorrússia  | 15  | 10 | 4 | 3 | 3 | 12 | 11 | +1  | Eliminado                                 |  | 4–1 | 0–2 | —   | 2–1 | 2–1 | 2–1 |
| 4   | Noruega       | 10  | 10 | 2 | 4 | 4 | 12 | 14 | −2  | Eliminado                                 |  | 2–3 | 0–1 | 1–1 | —   | 3–2 | 0–0 |
| 5   | País de Gales | 9   | 10 | 1 | 6 | 3 | 10 | 12 | −2  | Eliminado                                 |  | 1–2 | 1–1 | 1–0 | 1–1 | —   | 0–0 |
| 6   | Armênia       | 5   | 10 | 0 | 5 | 5 | 7  | 19 | −12 | Eliminado                                 |  | 1–1 | 2–3 | 0–0 | 1–4 | 2–2 | —   |

### Grupo 6
| Pos | Equipe     | Pts | J | V | E | D | GP | GC | SG  | Classificado                              |  | CRO | BEL | SCO | LAT | SMR  |
| --- | ---------- | --- | - | - | - | - | -- | -- | --- | ----------------------------------------- |  | --- | --- | --- | --- | ---- |
| 1   | Croácia    | 18  | 8 | 5 | 3 | 0 | 15 | 2  | +13 | qualificadas para a Copa do Mundo de 2002 |  | —   | 1–0 | 1–1 | 4–1 | 4–0  |
| 2   | Bélgica    | 17  | 8 | 5 | 2 | 1 | 25 | 6  | +19 | qualificadas para a segunda fase          |  | 0–0 | —   | 2–0 | 3–1 | 10–1 |
| 3   | Escócia    | 15  | 8 | 4 | 3 | 1 | 12 | 6  | +6  | Eliminado                                 |  | 0–0 | 2–2 | —   | 2–1 | 4–0  |
| 4   | Letónia    | 4   | 8 | 1 | 1 | 6 | 5  | 16 | −11 | Eliminado                                 |  | 0–1 | 0–4 | 0–1 | —   | 1–1  |
| 5   | San Marino | 1   | 8 | 0 | 1 | 7 | 3  | 30 | −27 | Eliminado                                 |  | 0–4 | 1–4 | 0–2 | 0–1 | —    |

### Grupo 7
| Pos | Equipe               | Pts | J | V | E | D | GP | GC | SG  | Classificado                              |  | ESP | AUT | ISR | BIH | LIE |
| --- | -------------------- | --- | - | - | - | - | -- | -- | --- | ----------------------------------------- |  | --- | --- | --- | --- | --- |
| 1   | Espanha              | 20  | 8 | 6 | 2 | 0 | 21 | 4  | +17 | qualificadas para a Copa do Mundo de 2002 |  | —   | 4–0 | 2–0 | 4–1 | 5–0 |
| 2   | Áustria              | 15  | 8 | 4 | 3 | 1 | 10 | 8  | +2  | qualificadas para a segunda fase          |  | 1–1 | —   | 2–1 | 2–0 | 2–0 |
| 3   | Israel               | 12  | 8 | 3 | 3 | 2 | 11 | 7  | +4  | Eliminado                                 |  | 1–1 | 1–1 | —   | 3–1 | 2–0 |
| 4   | Bósnia e Herzegovina | 8   | 8 | 2 | 2 | 4 | 12 | 12 | 0   | Eliminado                                 |  | 1–2 | 1–1 | 0–0 | —   | 5–0 |
| 5   | Liechtenstein        | 0   | 8 | 0 | 0 | 8 | 0  | 23 | −23 | Eliminado                                 |  | 0–2 | 0–1 | 0–3 | 0–3 | —   |

### Grupo 8
| Pos | Equipe   | Pts | J | V | E | D | GP | GC | SG  | Classificado                              |  | ITA | ROM | GEO | HUN | LTU |
| --- | -------- | --- | - | - | - | - | -- | -- | --- | ----------------------------------------- |  | --- | --- | --- | --- | --- |
| 1   | Itália   | 20  | 8 | 6 | 2 | 0 | 16 | 3  | +13 | qualificadas para a Copa do Mundo de 2002 |  | —   | 3–0 | 2–0 | 1–0 | 4–0 |
| 2   | Romênia  | 16  | 8 | 5 | 1 | 2 | 10 | 7  | +3  | qualificadas para a segunda fase          |  | 0–2 | —   | 1–1 | 2–0 | 1–0 |
| 3   | Geórgia  | 10  | 8 | 3 | 1 | 4 | 12 | 12 | 0   | Eliminado                                 |  | 1–2 | 0–2 | —   | 3–1 | 2–0 |
| 4   | Hungria  | 8   | 8 | 2 | 2 | 4 | 14 | 13 | +1  | Eliminado                                 |  | 2–2 | 0–2 | 4–1 | —   | 1–1 |
| 5   | Lituânia | 2   | 8 | 0 | 2 | 6 | 3  | 20 | −17 | Eliminado                                 |  | 0–0 | 1–2 | 0–4 | 1–6 | —   |

### Grupo 9
| Pos | Equipe     | Pts | J | V | E | D | GP | GC | SG  | Classificado                              |  | ENG | GER | FIN | GRE | ALB |
| --- | ---------- | --- | - | - | - | - | -- | -- | --- | ----------------------------------------- |  | --- | --- | --- | --- | --- |
| 1   | Inglaterra | 17  | 8 | 5 | 2 | 1 | 16 | 6  | +10 | qualificadas para a Copa do Mundo de 2002 |  | —   | 0–1 | 2–1 | 2–2 | 2–0 |
| 2   | Alemanha   | 17  | 8 | 5 | 2 | 1 | 14 | 10 | +4  | qualificadas para a segunda fase          |  | 1–5 | —   | 0–0 | 2–0 | 2–1 |
| 3   | Finlândia  | 12  | 8 | 3 | 3 | 2 | 12 | 7  | +5  | Eliminado                                 |  | 0–0 | 2–2 | —   | 5–1 | 2–1 |
| 4   | Grécia     | 7   | 8 | 2 | 1 | 5 | 7  | 17 | −10 | Eliminado                                 |  | 0–2 | 2–4 | 1–0 | —   | 1–0 |
| 5   | Albânia    | 3   | 8 | 1 | 0 | 7 | 5  | 14 | −9  | Eliminado                                 |  | 1–3 | 0–2 | 0–2 | 2–0 | —   |

### Melhores segundos colocados
|  | Equipe qualificada para enfrentar a repescagem intercontinental |
|  | Equipes qualificadas para a repescagem continental              |

| Pos. | Seleção   | Pts | J | V | E | D | GP | GC | SG  |
| ---- | --------- | --- | - | - | - | - | -- | -- | --- |
| 1    | Irlanda   | 18  | 8 | 5 | 3 | 0 | 17 | 4  | +13 |
| 2    | Bélgica   | 17  | 8 | 5 | 2 | 1 | 25 | 6  | +19 |
| 3    | Alemanha  | 17  | 8 | 5 | 2 | 1 | 14 | 10 | +4  |
| 4    | Tchéquia  | 16  | 8 | 5 | 1 | 2 | 17 | 6  | +11 |
| 5    | Romênia   | 16  | 8 | 5 | 1 | 2 | 10 | 7  | +3  |
| 6    | Turquia   | 16  | 8 | 4 | 3 | 1 | 14 | 8  | +6  |
| 7    | Áustria   | 15  | 8 | 4 | 3 | 1 | 10 | 8  | +2  |
| 8    | Eslovênia | 14  | 8 | 3 | 5 | 0 | 13 | 8  | +5  |
| 9    | Ucrânia   | 11  | 8 | 2 | 5 | 1 | 7  | 6  | +1  |

## Segunda fase

### Europeia
| Equipe 1  | Total | Equipe 2 | 1.º jogo | 2.º jogo |
| --------- | ----- | -------- | -------- | -------- |
| Bélgica   | 2–0   | Tchéquia | 1–0      | 1–0      |
| Ucrânia   | 2–5   | Alemanha | 1–1      | 1–4      |
| Eslovênia | 3–2   | Romênia  | 2–1      | 1–1      |
| Áustria   | 0–6   | Turquia  | 0–1      | 0–5      |

### Intercontinental
| Equipe 1 | Total | Equipe 2 | 1.º jogo | 2.º jogo |
| -------- | ----- | -------- | -------- | -------- |
| Irlanda  | 2–1   | Irã      | 2–0      | 0–1      |

## Direitos de transmissão

### No Brasil
Os direitos de transmissão das Eliminatórias da Copa do Mundo FIFA de 2002 na Europa foram comercializados pela empresa Sportsbrand LLC e foi transmitida ao vivo o em VT pelo canais de televisão aberta e televisão por assinatura incluindo: RedeTV!, ESPN, Fox Sports, Best Cable Sports, PSN, ESPN International, Fox Sports International e DirecTV.